# Thamnochortus insignis
Thamnochortus insignis forma part de la família de les Restionaceae, dins el grup de les monocotiledònies les quals estan distribuïdes per l'Hemisferi Sud i diversificades a Austràlia i Sud-àfrica. Són perennes, grans, la pol·linització és pel vent. Són mates altes, herbàcies o canyes amb un diàmetre de 500 mm a 1 metre a la base i una extensió de 3 metres o més per la part superior i fins a 2,5 m d'alçada. Les plantes masculines i femenines estan en plantes separades i són molt similars quan no estan en flor. Floreix a l'estiu (gener-febrer) i produeix grans quantitats de llavors a la tardor (abril-maig). Les inflorescències masculines en les petites borles es gronxen al vent, mentre que les flors femenines són a la base de les bràctees de mida mitjana, que capturen el pol·len de l'aire i la canalitzen cap als petits serrells estils de les flors femenines. Les flors masculines produeixen pol·len en quantitats tan grans que les abelles femelles venen i recullen el pol·len per al seu ús en les ruscs i durant un dia encara el brunzit de les abelles al voltant de la planta es pot escoltar clarament. Les llavors desenvolupen un parell d'ales per afavorir el transport lluny de la planta. Produeixen moltes llavors i en grans quantitats tot i que no totes són viables, un gran nombre estan buits per dins. Per què gasten tanta energia en produir llavors estèrils no és clar, el que si se sap és que és particular d'aquest gènere així com el gènere Elegia.

## Distribució i hàbitat
Thamnochortus insignis creix en rodals densos al cap sud voltant Albertinia. Ara es pot trobar al llarg de les vores de la carretera de Port Elizabeth a la Cedarberg, on la llavor s'ha distribuït pels camions que transporten el material de teulada.

## Taxonomia
El nom de la família de Restionaceae es deriva de la Restis llatí, que significa corda o soga i al·ludeix a la utilització de les plantes al sud d'Àfrica.

### Reproducció i Cultiu
Com tots els restio, les flors femenines i masculines es troben en plantes separades, és a dir, són plantes dioiques. No és una espècie que hagi estat cultivada des de fa molt de temps, però igual que totes aquelles plantes del fynbos que provenen de sòls de roca calcària són agraïdes de cultivar i s'adapten bé a l'entorn del jardí. La propagació per llavor. La llavor ha de ser tractada amb fum, o amarat en una solució d'aigua fum, abans de la sembra. La llavor ha de ser sembrada a principis de tardor, quan les nits són fresques, entre 10 i 15 graus centígrads, i els dies són encara calent, entre 20 i 30 graus Celsius. Després de tres setmanes la llavor germina i després de sis a nou setmanes poden ser trasplantades. Thamnochortus insignis ocupa un espai relativament gran i en un gran jardí que pot ser una bella planta d'accent. En un fynbos o savi d'aigua del jardí aquestes plantes poden ser els pilars del jardí, enmig de les proteas molt de vida més curta i ericas.